# Cru (EP)
Cru é o EP de estreia da banda paulista Liniker e os Caramelows lançado em 15 de outubro de 2015 de forma independente pelo selo Vulkania. O EP consiste em três faixas gravadas de forma ao vivo por isso recebe o título de Cru. Logo após o lançamento as canções repercutiram muito na internet fazendo com que os vídeos lançados no YouTube ganhassem muitas visualizações em poucos dias. Liniker ganhou essa visibilidade pela forma com que combate as questões de gênero

## Lista de faixas
| N.º            | Título             | Compositor(es) | Duração  |  |
| 1.             | "Zero"             | Liniker Barros | 6:04     |  |
| 2.             | "Louise du Brésil" | Barros         | 3:43     |  |
| 3.             | "Caeu"             | Barros         | 3:47     |  |
| Duração total: | Duração total:     | Duração total: | 00:13:34 |  |

## Créditos
Em 15 de outubro de 2015, a banda lançou seu primeiro EP Cru, com as músicas Zero, Louise du Brésil e Caeu, todas compostas por Liniker. 
O EP foi gravado ao vivo em 30 de julho de 2015, com a participação de:
- Guilherme Garboso (bateria),
- Marcio Bortoloti (trompete/trombone),
- Luis Fernando (baixo),
- Rafael Barone (baixo/guitarra),
- Willian Zaharanszki (guitarra),
- Bárbara Rosa (backing vocal) in memoriam,
- Renata Éssis (backing vocal).

Produção por Vulkania, selo musical independente sediado em Araraquara.